# José de Jesús Pimiento Rodríguez
José de Jesús Pimiento Rodríguez (Zapatoca, 18. veljače 1919.), je kolumbijski kardinal i Manisaleški nadbiskup emeritus. Sa svojih 106 godina trenutačno je najstariji kardinal.

## Životopis
Rođen je u Zapatoci, 18. veljače 1919. godine, a kršten je 4. ožujka iste godine. Za svećenika je zaređen 14. prosinca 1941.
Imenovan je pomoćnim biskupom biskupije Pasto, kao i naslovnim biskupom Apollonisa, 14. lipnja 1955. godine, a posvećen 28. kolovoza iste godine. 30. prosinca 1959. imenovan je biskupom biskupije Monteria, a zatim je imenovan biskupom biskupije Garzon-Neiva, 29. veljače 1964. Njegov konačno imenovanje za nadbiskupa bilo je 22. svibnja 1975. godine, kada postaje nadbiskup Manizalesa. Na tome se mjestu umirovljuje 15. listopada 1996. 14. veljače 2015. postao je kardinal svećenik bazilike San Giovanni Crisostomo a Monte Sacro Alto. Na samom konzistoriju nije mogao sudjelovati zbog zdravstvenih razloga.
Kao koncilski otac sudjelovao je na svim sjednicama Drugog vatikanskog sabora. Za geslo ima Živjeti je Krist (lat. Vivere Christus est).